# McQuesten
IL McQuesten  è un fiume del Canada che scorre nello Yukon. Il fiume nasce dalla confluenza di due corsi d'acqua che hanno le sorgenti sui Monti Ogilvie e, dopo circa 80 chilometri, si immette nel fiume Stewart.